# Théo Delacroix
Théo Delacroix (21 februari 1999) is een Frans wielrenner.

## Carrière
Delacroix genoot zijn opleiding bij CC Étupes, een Franse amateurclub. Hij werd in 2019 Frans kampioen op de weg bij de beloften. In 2019 liep hij stage bij de Belgische profploeg Wanty-Gobert, de ploeg waar hij in augustus 2020 prof werd. Na het seizoen 2022 moest Delacroix een stap terug zetten naar een lager niveau.

## Overwinningen
2019
 Frans kampioenschap op de weg, beloften
2024
Grand Prix de la ville de Pérenchies

## Resultaten in voornaamste wedstrijden
|      | \| Jaar \| Ronde van Lombardije \| Waalse Pijl \| Parijs-Tours \| \| ---- \| -------------------- \| ----------- \| ------------ \| \| 2019 \| \| \| opgave \| \| 2020 \| buit.tijd \| \| \| \| 2021 \| \| \| \| \| 2022 \| \| 131e \| \| \| 2023 \| \| \| opgave \| |             |              |
| Jaar | Ronde van Lombardije | Waalse Pijl | Parijs-Tours |
| 2019 | |             | opgave       |
| 2020 | buit.tijd |             |              |
| 2021 | |             |              |
| 2022 | | 131e        |              |
| 2023 | |             | opgave       |

## Ploegen
- 2019 – →  Wanty-Gobert (stagiair vanaf 1 augustus)
- 2020 −  Circus-Wanty-Gobert (vanaf 1 augustus)
- 2021 −  Intermarché-Wanty-Gobert Matériaux
- 2022 –  Intermarché-Wanty-Gobert Matériaux
- 2023 –  St Michel-Mavic-Auber93
- 2024 –  St Michel-Mavic-Auber93
- 2025 –  St Michel-Preference Home-Auber93

Bakelants · Bellicaud · De Gendt · De Plus · De Winter · Delacroix · Devriendt · Eiking · Evans · Hermans · Hirt · van der Hoorn · van Kessel · Koch · Kreder · Lammertink · Meintjes · Minali · Pasqualon · Petilli · Planckaert · B. van Poppel · D. van Poppel · Rota · Taaramäe · Van Melsen · Vanspeybrouck · Vliegen · Zimmermann · Girmay (stagiair) · Daemen (stagiair) · De Pooter (stagiair) · Jarnet (stagiair)
Bakelants · Bystrøm · Claeys · De Gendt · Delacroix · Devriendt · Girmay · Goossens · Hermans · Hirt · Huys · Johansen · Kristoff · Meintjes · Page · Pasqualon · Peák · Petilli · Petit · Planckaert ·  Pozzovivo(vanaf 14/2) · Rota · Taaramäe · Thijssen · van der Hoorn · van Kessel · Van Melsen · van Poppel · Vliegen · Zimmermann · De Pooter (stagiair) · Mihkels (stagiair)